# 753
Cette page concerne l'année 753  du calendrier julien. Pour l'année 753 av. J.-C., voir 753 av. J.-C.
L'année 753 est une année commune qui commence un lundi.

## Événements
- En Inde, Le roi Rastrakuta de Malkhed (entre la Krishna et la Godavari) Dantidurga vainc le roi Châlukya Kirtivarman II (en), puis les royaumes du sud de l’Inde et établit la suprématie des Rastrakuta sur le Deccan (fin en 973)[1].

- Griffon, fils bâtard de Charles Martel et de Swanahilde, une bavaroise de la famille des Agilolfing est tué à Saint-Jean-de-Maurienne alors qu’il essayait de se réfugier en Italie[2].
- Pépin le Bref reconquiert le comté de Vannes et rassemble les trois comtés bretons (Vannes, Rennes, Nantes) qui sont intégrés à la marche de Bretagne[3].
- L'empereur byzantin Constantin V prépare un synode iconoclaste à Constantinople. Il fait tenir partout des conseils secrets contre les images[4].
- Concile de Verberie concernant les mariages. Loi de Pépin contre l’inceste[5].
- Les Varègues fondent le comptoir de Staraïa Ladoga (date d'après la dendrochronologie), point de départ de la route commerciale des Varègues aux Grecs[6].

## Naissances en 753
- Muslim ibn al-Walīd, poète irakien de l’époque abbasside.

## Décès en 753
- 3 novembre : Saint Pirmin.
- Griffon, fils naturel de Charles Martel, né vers 726, mort à Saint-Jean-de-Maurienne.